# Almoloya de Alquisiras
Almoloya de Alquisiras è una città dello stato del Messico, il cui capoluogo è la città omonima.